# Ei (voeding)
Een ei is een voedingsmiddel, dat vanouds veel door mensen (en door andere dieren) wordt gegeten. Alle vogeleieren zijn eetbaar voor de mens, maar de meeste eieren stammen van enkele soorten: kip, gans, eend en kwartel.
Viseieren, hoofdzakelijk van de steur en bekend als kaviaar, eieren van slakken en eieren van reptielen zijn ook bekend als menselijk voedingsmiddel, maar in mindere mate dan vogeleieren.

## Kippeneieren
Een gemiddeld ei weegt rond de 66 gram. Het zwaarste Nederlandse kippenei woog 215 gram.
Een kippenei is 2 à 3 weken houdbaar, gekoeld langer.
In Nederland werden in 2002 gemiddeld 184 kippeneieren per persoon gegeten. In pure vorm, maar ook door de verwerking ervan in koek, gebak, pasta en beschuit. Eidooiers zijn een emulgator en vormen met wat olie en azijn een emulsie: mayonaise.

### Classificatie
Bij de verkoop worden eieren als volgt geclassificeerd:
- S - ei van minder dan 53 gram
- M - ei van 53 - 63 gram
- L - ei van 63 - 73 gram
- XL - ei van 73 gram of meer
- DD - ei met twee dooiers (dubbeldooier)

### Kleur
Kippeneieren zijn meestal wit of lichtbruin van kleur. De eieren van de Araucana zijn lichtblauw. De kleur hangt af van het ras van de kip en valt af te leiden uit de kleur van haar oorlel. Een kip met rode oorlellen legt bruine eieren en een met witte oorlellen legt witte eieren. Een veel voorkomend misverstand is dat witte eieren van mindere kwaliteit zijn of uit legbatterijen komen, want dit is niet het geval. Ook de smaak verschilt niet. De kleur van de dooier is wel van het voer afhankelijk. In Nederland worden meer bruine eieren verkocht. Er is een aantal landen waar de consumenten juist een voorkeur hebben voor witte eieren.

### Europese regelgeving

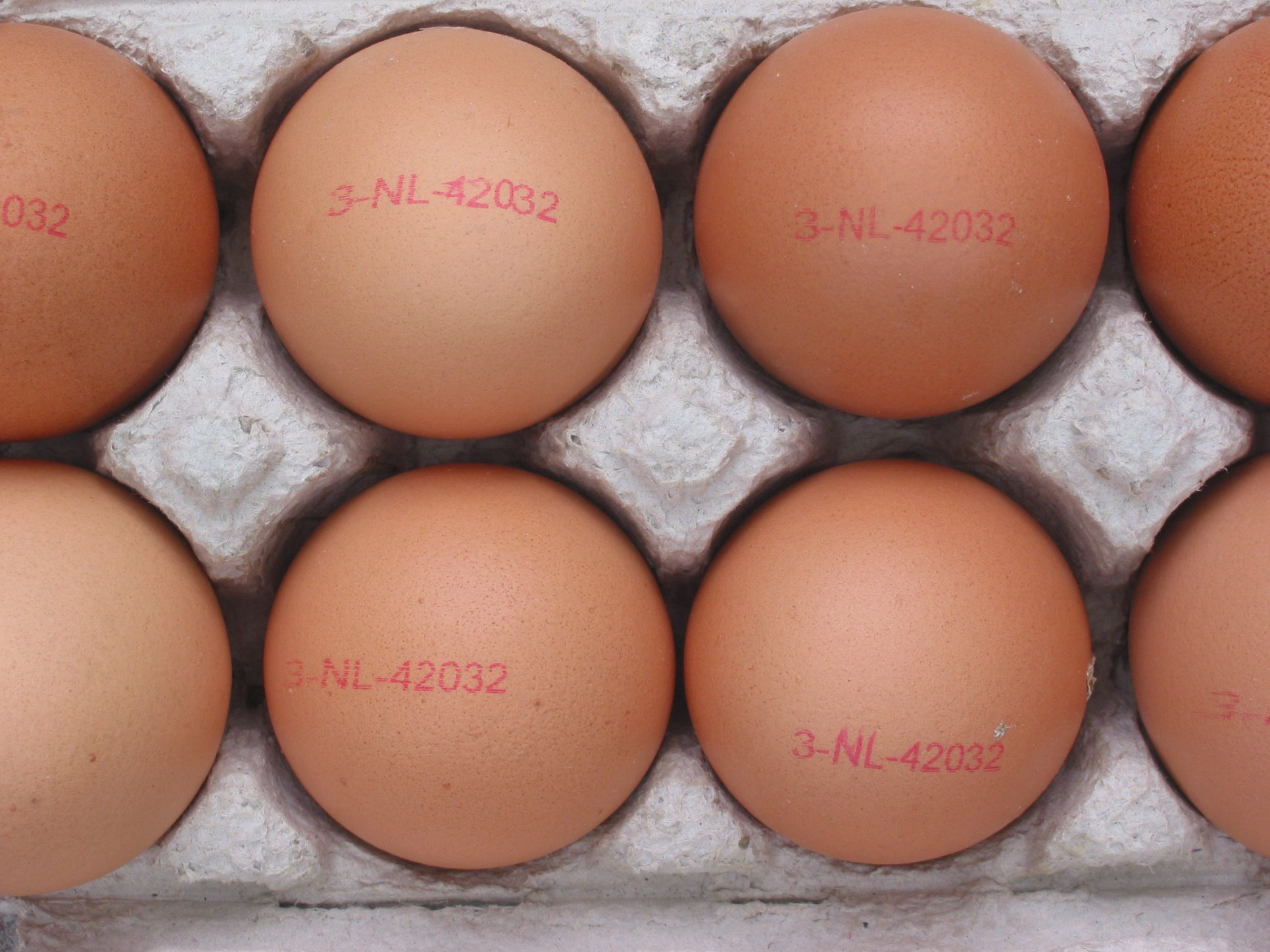
Eicode op Nederlandse eieren

Op grond van Europese regelgeving moet in de handel op elk ei een stempel staan met de eicode, bestaande uit 7 of meer cijfers en letters:
- Het eerste cijfer staat voor het leefsysteem van de kip (0=biologisch, 1 = vrije uitloop; 2 = scharrel en 3 = kooi);
- Twee letters voor het herkomstland (bijvoorbeeld NL, BE of DE)
- Vijf cijfers met het registratienummer van het legpluimveebedrijf
- Eventuele extra cijfers die het stalnummer aanduiden.

Veel mensen verkiezen het vrije-uitloopei van een kip die wat meer leefruimte heeft boven het ei van een kip die nooit buiten komt. Legbatterijen voor de productie van kippeneieren zijn sinds 2012 in de Europese Unie verboden.
Bijna de helft van de totale eierimport naar Europa is afkomstig uit Oekraïne, waar Avangardco met meer dan achttien miljoen legkippen de op een na grootste eierproducent ter wereld is. In 2016 werd in de eerste vijf maanden 3.389 ton aan eieren en eiproducten geïmporteerd vanuit Oekraïne naar Europa. Op grond van handelsverdragen is het mogelijk Oekraïense eieren te importeren, hoewel die vrijwel allemaal uit legbatterijen komen.

## Anatomie

Bouw ei:
----

De schaal vormt de buitenkant van het ei. De schaal van een kippenei is ongeveer 0,3 mm dik. De schaal is poreus voor zuurstof en kooldioxide. Aan de binnenzijde van de schaal zitten twee (vrijwel) waterdichte vliezen, waarin zich zowel het eiwit als de dooier bevinden. De dooier is gevat in het dooiervlies. Om te zorgen dat de dooier op zijn plaats blijft zitten zijn er twee hagelsnoeren. Op de dooier zelf ligt de kiemschijf. Het ei heeft ook een klein met lucht gevuld gedeelte: de luchtkamer. Bij een ouder ei is de luchtkamer groter. Dit komt waarschijnlijk doordat het water uit het eiwit langzamerhand verdampt.
Een methode om na te gaan of een ei nog eetbaar is, is door het in een pan water te leggen. Een vers ei zakt naar de bodem, een ouder ei blijft drijven.

## Samenstelling
Voor 60% bestaat het ei uit het eiwit met als hoofdbestanddeel ovalbumine, 30% is dooier en 10% eischaal. De dooier bestaat uit één cel. Met een doorsnede van 3 tot 4 cm is het de grootst bekende cel. De kleur van de dooier kan variëren tussen lichtgeel en donkeroranje. De kleur van de dooier wordt veroorzaakt door xanthofyl en hangt af van de voeding van de kip. In maïs en gras zit bijvoorbeeld veel xanthofyl. Als een kip voornamelijk graan eet, blijft de dooier licht.
De voedingswaarde van een ei bedraagt 80 kcal (334 kilojoule), geleverd door 7,3 g eiwit, 5,8 g vet en 0 g koolhydraten. Verder bevat het ei een aantal mineralen, zoals fosfor, kalium, natrium, calcium en ijzer. Ook bevatten eieren de vitamines A, B1, B2, B6, biotine, B12, D en E.
Het eiwit in rauwe eieren heeft een biologische beschikbaarheid van 51%, koken verhoogt dit percentage tot circa 91%, wat betekent dat het eiwit van gekookte eieren bijna tweemaal zo goed wordt opgenomen als dat van rauwe eieren.
De eidooier bevat cholesterol. Omdat de aanname was dat het eten van veel cholesterol kon leiden tot hart- en vaatziekten werd vanuit de gezondheidszorg matiging van eierconsumptie geadviseerd. Later werd ontdekt dat een te hoog cholesterolgehalte niet alleen veroorzaakt wordt door de voeding, maar vooral door erfelijke aanleg. Bovendien gaat het meer omhoog door het eten van te veel (verzadigde) vetten dan door het eten van cholesterol, dat maar in betrekkelijk geringe mate door het lichaam wordt opgenomen.
In rauwe eieren komen ook avidine (een glycoproteïne) en antitrypsine voor. Avidine bindt zich aan biotine en maakt dit vitamine niet meer beschikbaar voor het lichaam, waardoor bij langdurig gebruik van rauwe eieren een biotinedeficiëntie kan ontstaan. Antitrypsine werkt het verteringsenzym trypsine tegen. Het koken of bakken van eieren maakt deze eiwitten (avidine en antitrypsine) onwerkzaam.
Kippeneiwit bestaat uit 90% watermoleculen en voor 10% uit eiwitmoleculen (proteïnen). Bij verwarming rollen de tot dan toe in elkaar gedraaide eiwitten zich uit tot lange draden, deze vormen een netwerk dat stolt. Hierin wordt het water gevangen. Eiwit heeft een stoltraject van 63-69°C, eigeel heeft een stoltraject van 65-70°C. Hierdoor is het mogelijk om in een sous-vide een 'omgekeerd' ei te maken, met zacht eiwit en stijf eigeel.

## Conserveren
De schaal van het ei is poreus en op den duur kunnen bacteriën deze doordringen waardoor het ei bederft. Door het ei te bewaren in waterglas kan het een half jaar lang goed blijven. De eieren moeten schoon en zonder scheurtjes zijn. Overigens kan het schoonmaken van eieren leiden tot een sneller bederf doordat de beschermende laag op de buitenkant weggewassen wordt. Deze beschermende laag is de zogenoemde 'cuticula'. Het beschermt het ei tegen uitdroging en ook tegen bacteriën die door de schaal heen zouden kunnen dringen.
De inhoud van het ei kan ook gedroogd en als poeder bewaard worden.

## Bereidingstechnieken
Enkele bijzondere kooktechnieken die voor eieren gebruikt worden zijn:
- Het splitsen van het ei in het dooier en eiwit.
- Eiwit stijf kloppen.

Eieren kunnen, in tegenstelling tot wat vaak beweerd wordt, wel degelijk in hun eischaal in een magnetron gekookt worden. Te snelle verwarming van de lucht in het ei kan echter leiden tot het exploderen van het ei. Lucht zet bij verwarming zeer snel uit. Met een speciaal houdertje kan een ei veilig in een magnetron bereid worden.

### Koken
Soms verschijnt er, wanneer een ei te lang is gekookt, een groenige ring rondom de eierdooier. Dit is een manifestatie van de ijzer- en zwavelhoudende bestanddelen in het ei. Het kan ook optreden als er een overmaat van ijzer in het kookwater aanwezig is. De groene ring heeft geen invloed op de smaak, maar te lang koken vermindert wel de kwaliteit van het eiwit. Het koelen van een gekookt ei in koud water tot het ei volledig is afgekoeld verhindert de vorming van de groenige ring aan het oppervlak van de eierdooier.

## Effecten op de gezondheid

### Diabetes mellitus type 2
Wetenschappelijke onderzoeken hebben tegenstrijdige resultaten geleverd betreffende de mogelijke oorzakelijke verbinding tussen eierconsumptie en diabetes mellitus type 2. Een studie in 1999, waarbij ruim 117.000 mensen door de Harvard School of Public Health werden onderzocht, concludeerde dat "het schijnbaar verhoogde risico op CHD geassocieerd met een hogere eierconsumptie bij diabetici uitnodigt tot verder onderzoek". Een onderzoek dat in 2008 door de Physicians' Health Study I (1982-2007) en de Women's Health Study (1992-2007) werd uitgevoerd, wees uit dat "de data suggereert dat een dagelijkse eierconsumptie het risico op diabetes type 2 verhoogt". In 2010 volgde er echter een studie waaruit wederom geen enkele verbinding tussen eierconsumptie en diabetes mellitus type 2 te vinden was. Twee meta-analyses die beiden werden uitgevoerd in 2013, concludeerden echter dat het eten van vier eieren per week wel degelijk kon leiden tot een 29% hogere kans tot het oplopen van diabetes mellitus type 2.

### Eieren en de salmonellabacterie
Eieren kunnen besmet zijn met de salmonella-bacterie, maar dit komt slechts incidenteel voor. Eieren kunnen zowel binnen als buiten de schaal salmonellabacteriën meedragen. Binnen de schaal bevinden zich de bacteriën vooral in het eigeel. Het gaat dan meestal om de specifieke soort Salmonella enteritidis, die in staat is om te overleven in de eierstokken (ovaria) of eileiders (oviducten) van de kip en zich in het eigeel kan vestigen voordat het ei wordt gevormd. Aan de buitenzijde kunnen eieren besmet zijn met Salmonella doordat eieren het lichaam van de kip verlaten via dezelfde weg als de ontlasting (cloaca).
Ondanks dat procentueel maar weinig eieren met Salmonella besmet zijn, is er een relatief groot risico op besmetting bij eiermengsels, zoals bavarois en tiramisu. Hierbij is slechts één besmet ei al genoeg om het gehele mengsel te besmetten. Als deze mengsels, die niet verhit worden, enige tijd blijven staan voor consumptie, kunnen de bacteriën zich vermenigvuldigen en wordt de kans op besmetting groter. Als het eigeel van een gebakken ei niet voldoende is gebakken, kunnen eventueel aanwezige Salmonellabacteriën overleven. Eieren die al geruime tijd gebarsten zijn, veroorzaken eveneens een relatief groot risico op Salmonella-besmetting, omdat eventueel op de schaal aanwezige bacteriën naar binnen kunnen en zich in het ei kunnen vermenigvuldigen.

## Ei verwerkt in producten
Ei, of een deel van een ei, wordt in veel producten verwerkt en kan in de ingrediëntenlijst onder verschillende namen vernoemd worden:
- Albumine
- Avidine
- Conalbumine
- Eigeel
- Eipoeder
- Eiwit
- Fosfatidylserine
- Fosfolipiden
- Globuline
- Lectine
- Lipovitellin
- Livetine
- Lysozyme
- Ovalbumine
- Ovoglobuline
- Ovomucine
- Ovomucoid
- Ovosucrol
- Ovotransfarine
- Phosvitine

## Alternatieven
Er zijn diverse producten die de smaak, de functie en de voedingswaarde van eieren kunnen vervangen. De smaak van ei kan nagemaakt worden door de specerij Kala Namak, dat ook wel zwart zout wordt genoemd, omdat Kala Namak net als ei naar zwavel ruikt. De bindende functie van ei in gerechten kan vervangen worden door tofoe, vruchten met een hoog pectinegehalte, agaragar, bakpoeder of baking soda, egg-replacer en sojaproducten. Bij sojaproducten geldt als verhouding:
- 1 ei = 50 g tofoe
- 1 ei = 60 ml sojayoghurt naturel
- 1 ei = 50 ml sojaroom
- 1 ei = 80 ml sojamelk

Sojaproducten hebben eenzelfde emulgerende functie als ei en kunnen daarom gebruikt worden bij het maken van mayonaise.

## Ei in de taal

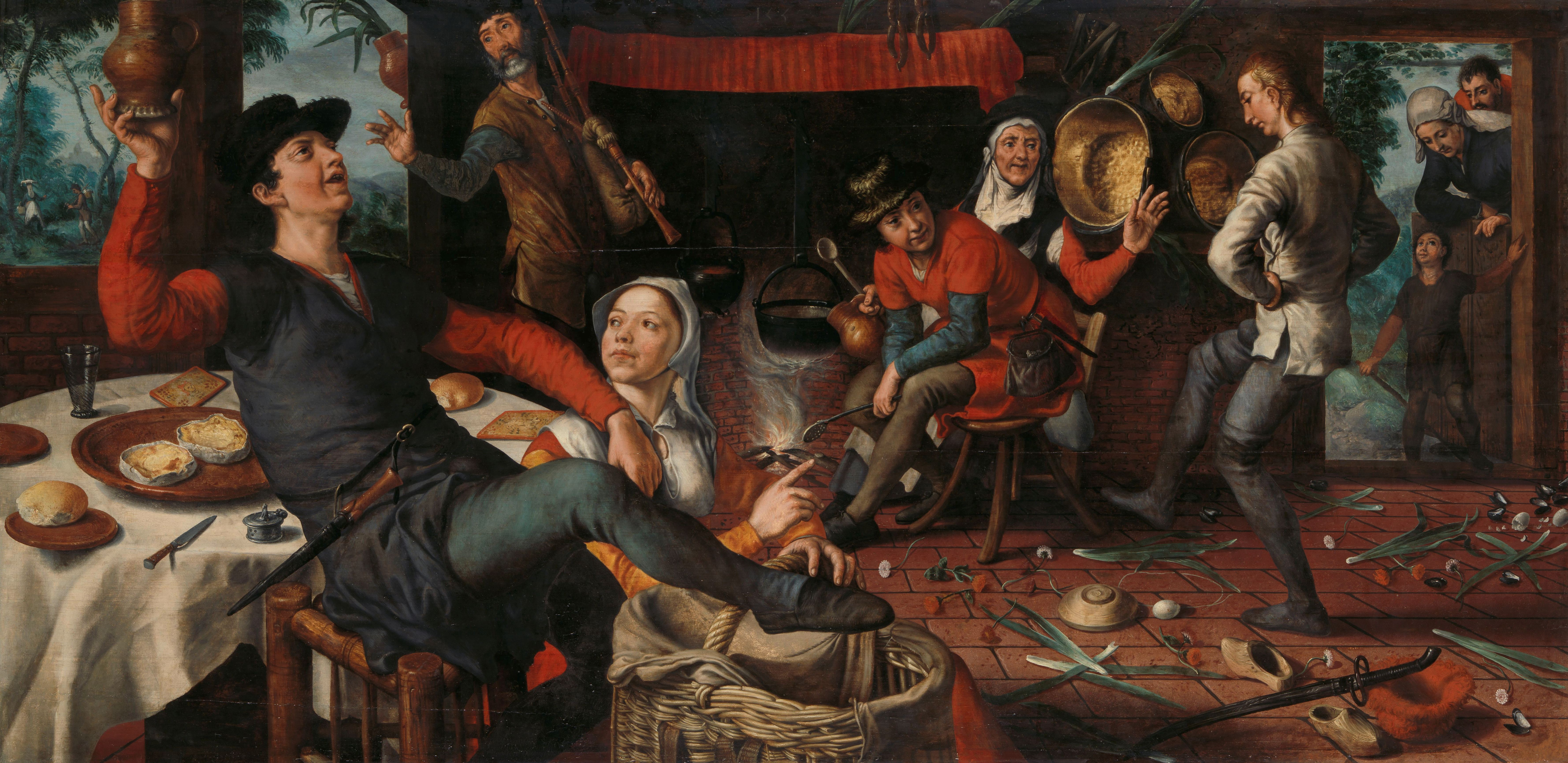
De eierdans
(1552), Pieter Aertsen

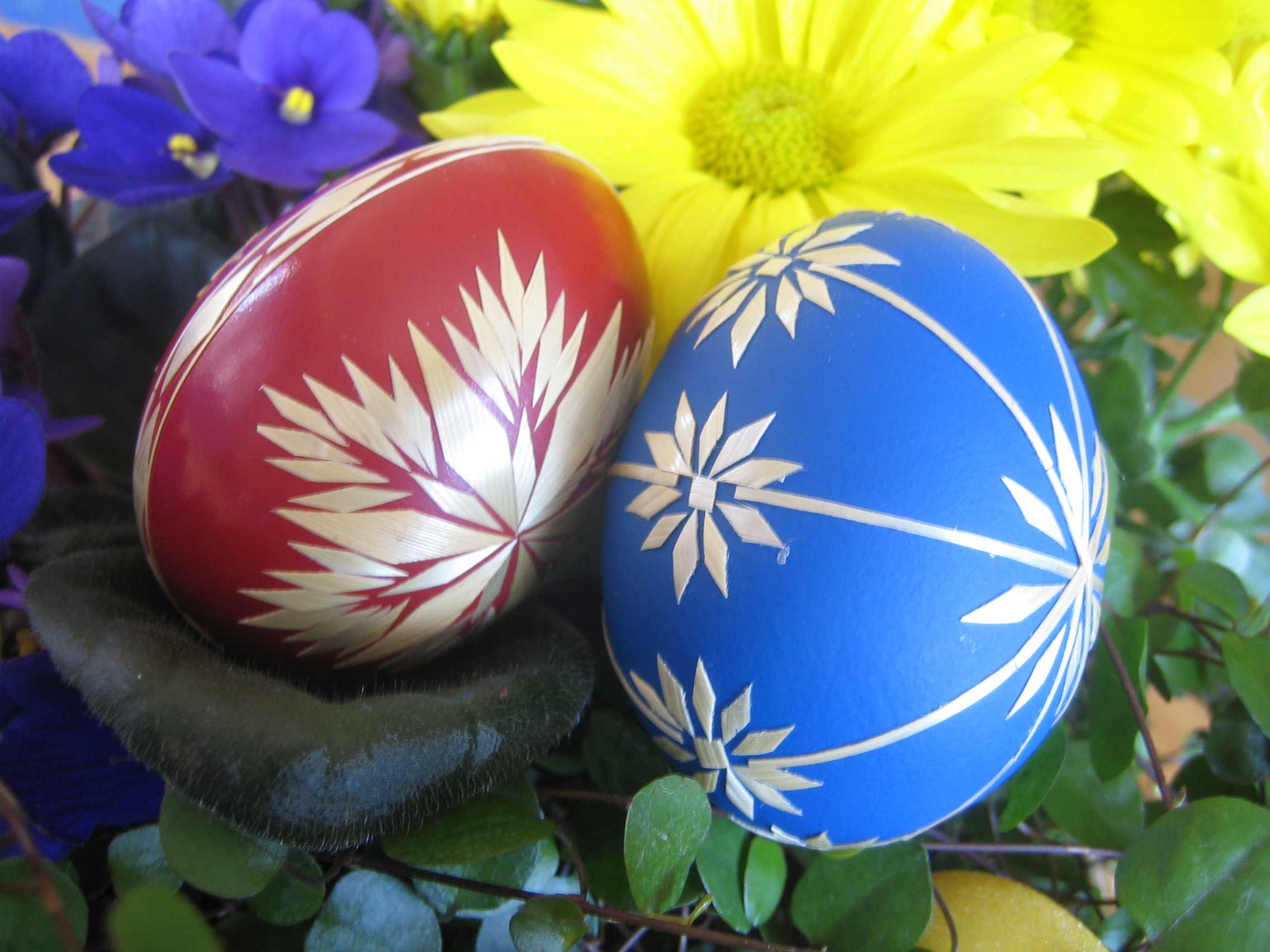
Paaseieren versierd met stro, Noorwegen

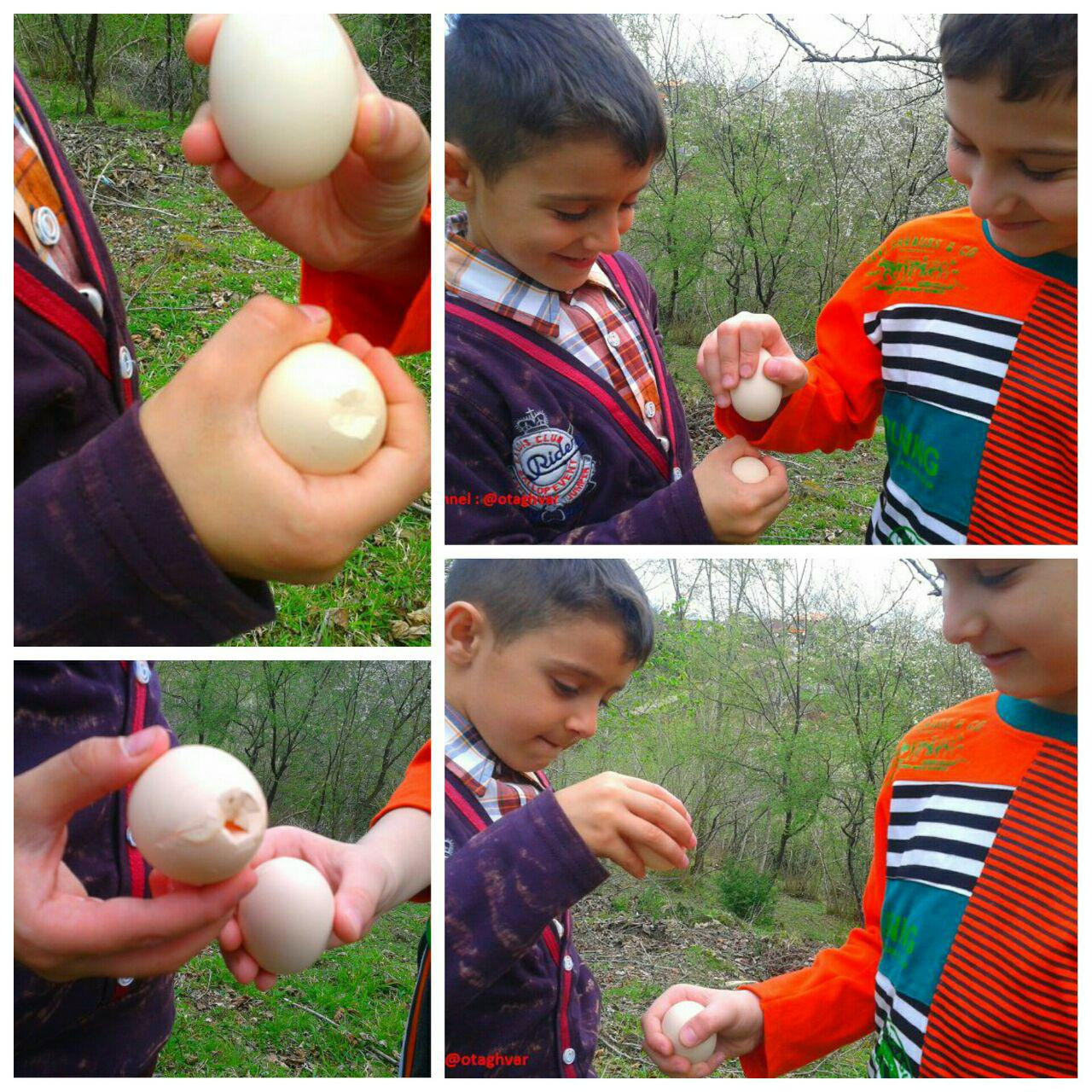
Een spel met eieren tijdens Noroez

Het ei van Columbus.Een eenvoudige oplossing van een schijnbaar moeilijk probleem. Volgens een bekende anekdote werd tijdens een gastmaal bij kardinaal Mendoza (1503) tegen Columbus gezegd dat ook iemand anders Amerika had kunnen ontdekken als hij het niet had gedaan. Columbus vroeg daarop alle aanwezigen of ze hun ei rechtop konden laten staan. Niemand lukte het. De eieren vielen steeds om. Columbus pakte toen zijn (hardgekookte) ei en maakte één kant plat door het op tafel te tikken. Het ei bleef nu rechtop staan. Hij zei "dat iedereen wel iets kan ontdekken, maar dat het erom gaat wie het het eerste doet." Omdat Columbus echter nooit geweten heeft dat hij Amerika heeft ontdekt, wordt dit verhaal ook wel toegeschreven aan andere personen, onder wie aan Filippo Brunelleschi, de bouwer van de koepel van de Dom van Florence.
Dat is een (zacht) eitje.Het is weinig en gemakkelijk werk.
Eieren voor zijn geld kiezen.Noodgedwongen genoegen nemen met iets minder.
Beter een half ei dan een lege dop.Liever weinig, dan helemaal niets.
Iets verkopen voor een appel en een ei.Erg weinig geld vragen.
Op eieren lopen.Zeer voorzichtig handelen.
Het is koek en ei tussen hen.Ze zijn zeer bevriend, het zit wel goed tussen hen.
Wat was eerder, de kip of het ei?Een filosofisch vraagstuk.
Ik ben mijn ei kwijt.Ik weet niet meer waar ik mee bezig was.
Zijn ei kwijt kunnen.De gelegenheid hebben zich te uiten; of, zijn creativiteit kunnen gebruiken.
Dat is het hele eieren eten.Na een uitleg; zo zit het dus in elkaar (eieren eten is hier als voorbeeld van een probleem gebruikt).
Hij heeft zijn ei gelegd.Hij heeft zijn plan verwezenlijkt.
Hij is een ei.Hij is een doetje (durft niks).
Appeltje eitjeHet is eenvoudig te doen.
Dat heeft hem geen windeieren gelegd.Hij heeft er groot voordeel van.
Wie 's avonds een kip doodt heeft 's morgens geen ei op brood.Niet nadenken over je daden.
Het ei wil wijzer zijn dan de kip.Het kind weet het beter dan vader of moeder.
De kip met de gouden eieren slachten.Iets met veel rendement wegdoen.

## Video
- Polygoonjournaal uit 1954: Eierenexport bereikt een record van 2 miljard stuks

## Afbeeldingen

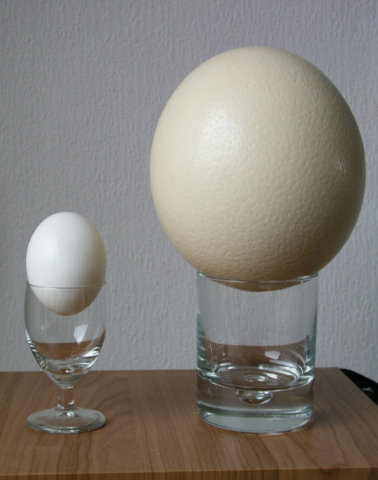
Kippenei en struisvogelei
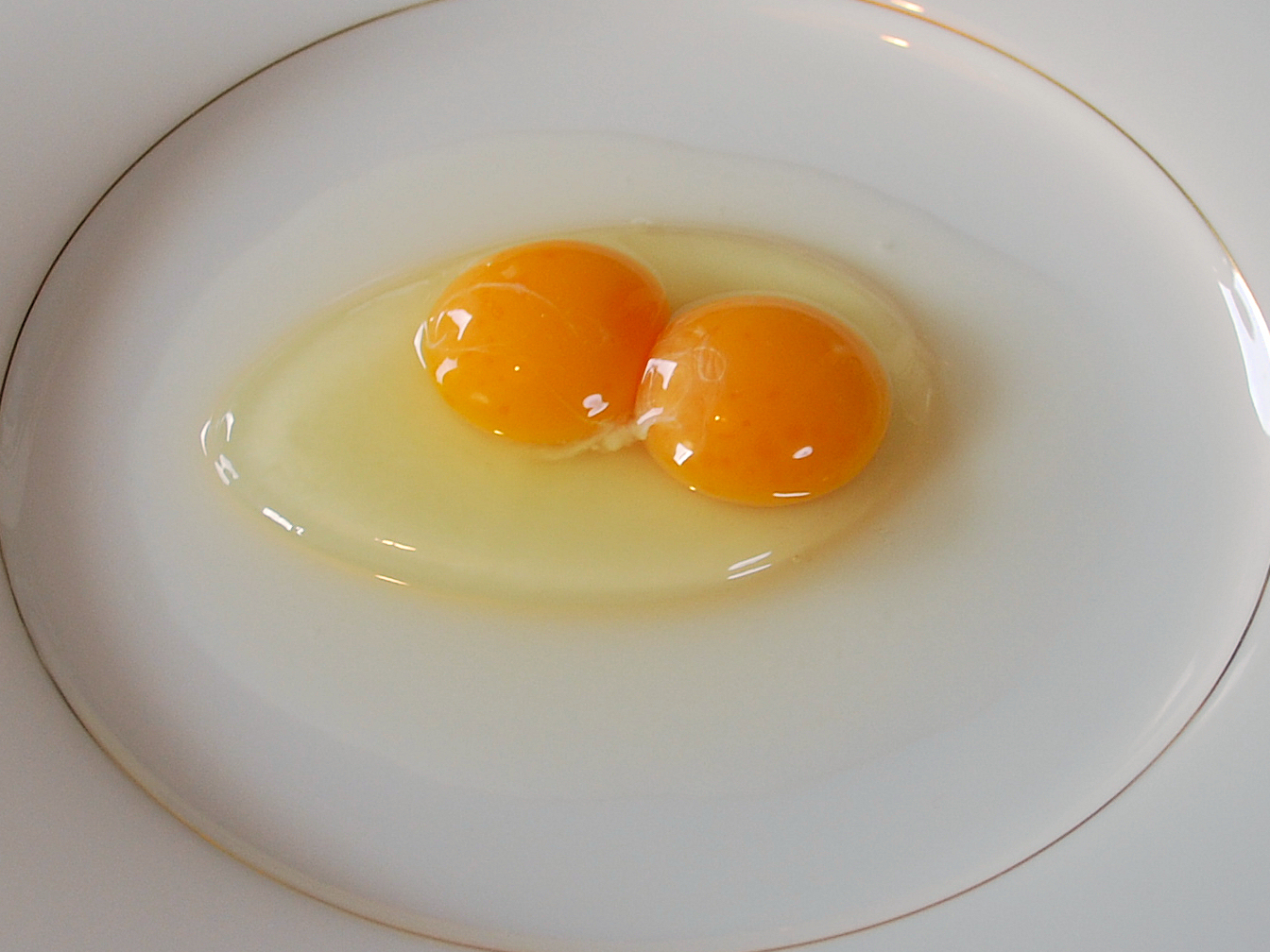
Dubbeldooier
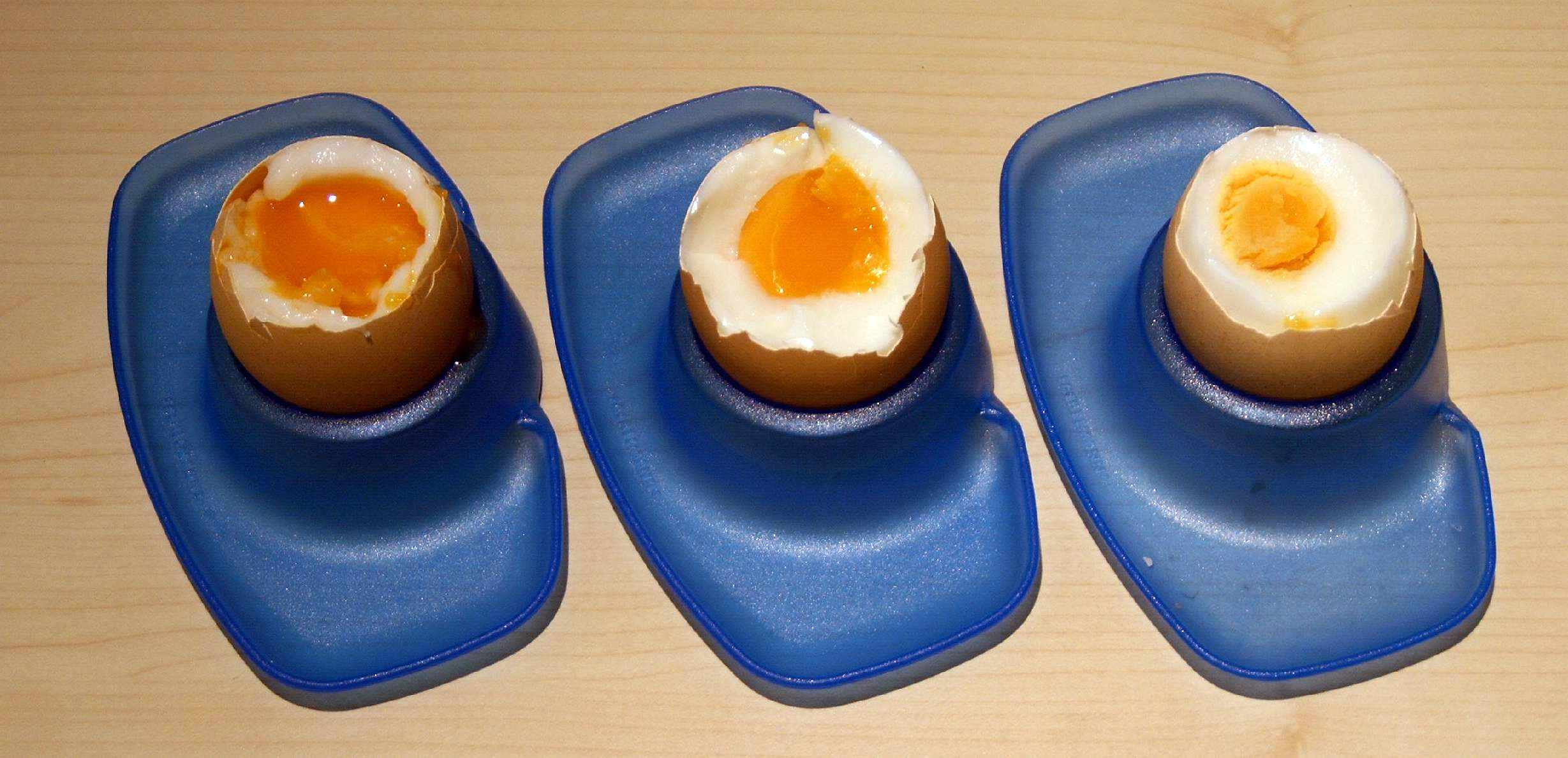
Gekookte eieren van zacht naar hard
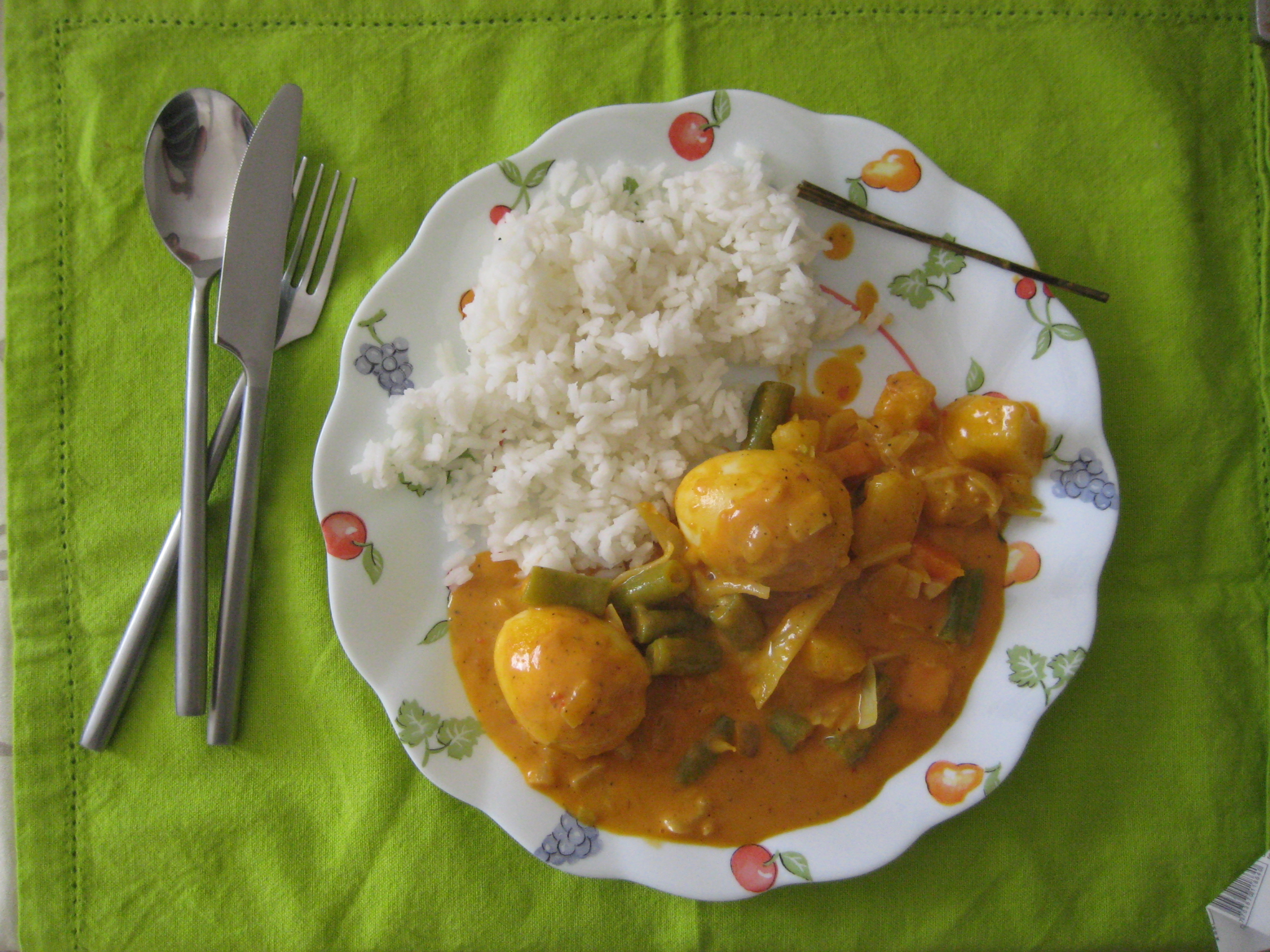
Curry met eieren
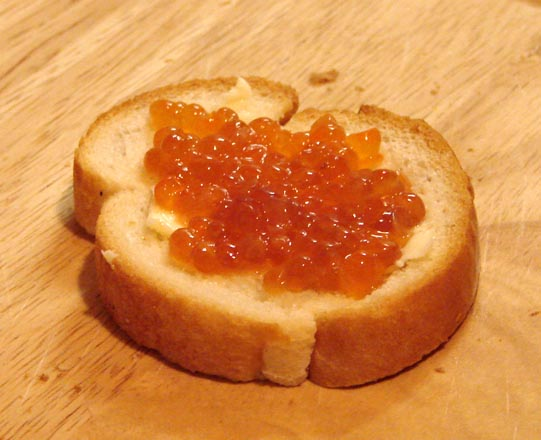
Zalmkuit